# Монетний двір

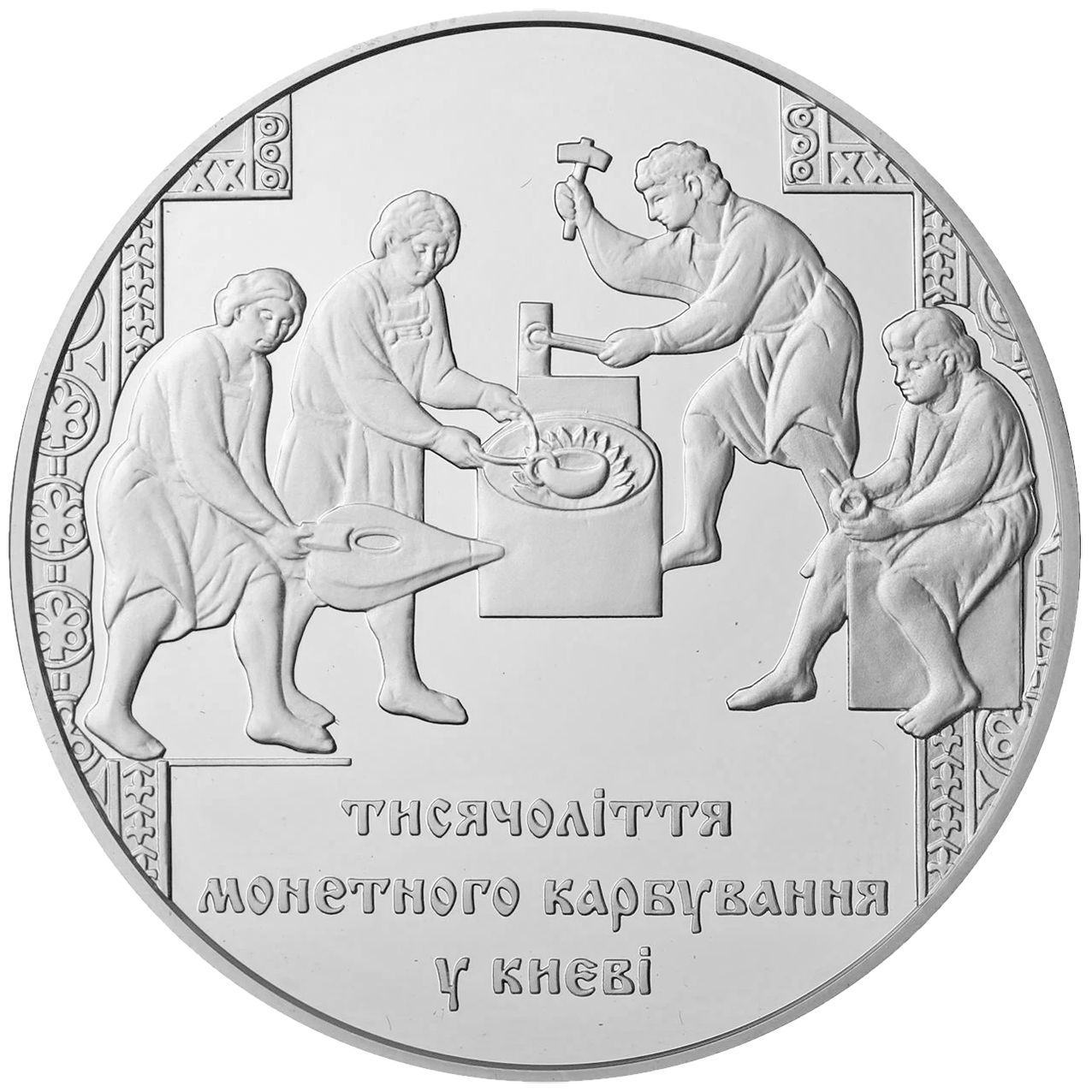
Монетарня у Києві у Х столітті. Сучасна монета, 2008

Моне́тний двір, або монетарня — підприємство, де карбують металеві монети, виготовляються ордени, медалі та інші відзнаки.

## Історія
Першу монетарню, ймовірно, заснували в Лідії в VII столітті до нашої ери для карбування монет із золота, срібла та електрума. Лідійське нововведення — виготовлення монет під контролем держави — поширилося на сусідню Грецію, де кілька міст-держав мали власні монетарні. Деякі з найперших грецьких монетних дворів були в полісах на грецьких островах, таких як Крит. А монетний двір у стародавньому місті Кідонія на Криті існував принаймні ще у V столітті до нашої ери.
Походження слова «монетарня» пояснюється виготовленням срібних монет з 269 року до нашої ери у храмі Юнони Монети на Капітолійському пагорбі, що в Римі. Ця богиня стала уособленням грошей, а її ім'я застосовувалося як до грошей, так і до місця їх виготовлення. Римські монетарні були широко поширені по всій Імперії і карбували монети з пропагандистською метою. Населення часто дізнавалося про нового римського імператора, коли з'являлися монети з його портретом.

### Карбування монет у античному Причорномор'ї
Грецькі міста-держави Північного Причорномор'я — Тіра, Ольвія, Херсонес, Пантікапей випускали власну монету протягом всієї античної доби, інші міста — Керкінітіда, Феодосія, Німфей, Фанагорія, Горгіппія, Сіндіка карбували монету епізодично. Основним матеріалом для монет були мідь і срібло, рідше — золото. Техніка карбування була всюди однаковою. Спочатку у формах відливались круглі заготовки, на яких потім викарбовували зображення і легенди. Такі заготовки виявлені в Ольвії і Херсонесі.

### Київська монетарня (історична)
На тлі могутнього припливу та обігу срібної арабської монети внесок Київської Русі у грошовий обіг Східної Європи був скромним, але порівняно з кількістю монет її сусідів він виглядав доволі переконливим. Та чи не найголовніше те, що випуск власної монети був необхідним і потрібним. Дослідники пов'язують його з перемогою Володимира Великого над Візантією, одруженням з імператорською сестрою, прийняттям християнства та значною політичною роллю, яку відігравала в той час на європейській арені Київська Русь.
Випуск золотих монет князем Володимиром Святославичем (980—1015 рр.) відповідав візантійським традиціям монетної справи. Взірцем для перших руських монет були соліди візантійських імператорів Василя II і Констянтина VIII. Златники важили приблизно 4,2 г, від чого пішла назва руської вагової одиниці золотника (4,266 г). Виготовлялися золоті монети з високопробного золота, яке точно відповідало візантійським солідам. Вага і якість металу ще раз переконують у використанні цих монет для виробництва київських і як взірця для наслідування, і як сировини. Златники обслуговували сферу обігу, про що свідчить стертість екземплярів, які збереглися до наших часів.
Крім золотих, Володимир Великий карбував і срібні монети. Перші з них з'явилися в той самий часовий період (близько 990 р.). Зразком для їх виготовлення були візантійські срібні міліарисії, а сировиною — арабські та інші іноземні монети. На підставі аналізу монетного матеріалу Давньої Русі дослідники дійшли висновку, що в Києві тієї доби функціонували три монетарні.
Наступним у хронологічній послідовності емітував власну монету Ярослав Мудрий. Перебуваючи намісником у Новгороді, 1014 р. він вирішив здобути незалежність від Києва; одним із кроків у цьому напрямку стало карбування срібляників. Іншою причиною дослідники називають необхідність оплати найманцям-варягам певної суми для оборони перед батьком Володимиром Великим.
На цих монетах, що важили 2,8-3,77 та 1,29-1,57 г, було зображення св. Георгія з відповідним написом. Цей святий був покровителем князя і дав Йому християнське ім'я. На реверсі срібляників містилися тризуб із кружальцем на середньому зубці та легенда «ЯРОСЛАВЛЕ СРІБЛО». Доповнювали зображення два крапкові обідки на обох боках монети, між якими на аверсі були розетки з розташованих хрестоподібно крапок, а на реверсі — букви АМНІ^, що мало означати слово «амінь».
Ще одним руським володарем, який здійснював випуск власних монет, був названий син Володимира Великого — Святополк Окаянний. Після кількарічної боротьби за престол у 1018 р. він став київським князем і почав емісію срібляників. Свою родову належність князь позначив, зобразивши на монетах двозубець, що був гербом брата Володимира — Ярополка, якого Святополк уважав своїм батьком. В інших аспектах зображення на монетах повторювали четвертий тип срібляників Володимира. На них також було зображено князя 1 вміщено напис, що означав «СВЯТОПОЛК».
Згодом на монетах з'явилися зображення св. Петра — покровителя Святополка та легенда з іменем Петрос. Монети з іменем Петор містили зображення великого князя на троні. То були останні монети Київської Русі.
Окрему групу становили монети внука Ярослава Мудрого — Олега-Михайла Тмутараканського. Близько 1078 р. цей князь випускав власну монету з зображенням свого покровителя архангела Михаїла та написом на зворотнім боці «ГОСПОДИ, ПОМОЗИ МИХАЙЛУ».
Про відсутність у Київського монетного двору — скромної ремісничої майстерні — контактів із константинопольськими майстрами чи іншими наставниками свідчить своєрідна технічна заготованка срібних кілець. Замість звичайного у технології виготовлення західноєвропейських монет вирізування кілець із срібла, викутого листами, була застосована повільна реміснича техніка виливки заготованок у складних формах.

### Золотоординські монети Наддніпрянщини
У 1983 році історик О. П. Григор'єв вперше висунунув гіпотезу про існування монетного двору з назвою Урда (городище Великі Кучугури) на Нижньому Дніпрі. На думку дослідника, емісія монет з легендою Орду тривала з 1363 до 1437 року, а у 1501—1502 р. тут розташовувалась ставка кримського хана Менглі Ґірая. На монетному дворі в Урді карбування монет тривало до початку XV ст.
У 2014 році в Чугуївському районі на березі Сіверського Донця та поміж селами Зауддя та Стара Покровка були знайдені скарби в яких знаходилися монети з позначенням місця карбування Урда-Сетудан (укр. Благословенна Орда) часів правління Тохтамиша.

### Львівський монетний двір
Після окупації Руського королівства володарями Польщі гроші карбувались у Львові в декілька періодів з 1351 по 1414 роки. Перші відомі монети карбували за життя короля Казимира III (1351—1370). З цього періоду є відомими руський денарій та гріш. За часів певної автономії краю під управлінням князя Володислава Опольського (1372—1379) та безпосереднього угорського правління Людовика Угорського (1379—1382) карбували у Львові руський гріш та денарій. Монетний двір відновив роботу наступного року після повернення краю під владу володарів Польщі за правління короля Владислава Ягайла (1389—1414).
Під час шведського потопу у порожній скарбниці не було коштів для оплати війська і на початку 1656 монетний двір було розташовано у кам'яниці Толочківській на площі Ринок 39 у Львові. Для потреби монетного двору у храмах міста конфіскували золоті і срібні прикраси, церковну утвар. Першими керівниками двору були італієць Ієроним Піноцці, згодом Лоренцо Бандінеллі. Через нестачу срібла почали карбувати монети в 1 золотий, де срібла було на 12 грошів замість 30. На монеті помістили напис на латині: «Вартість цій монеті надає визволення Батьківщини, яке дорожче за метал», а монограму короля ICR в насмішку перекладали по латині як «початок нещасть королівства». Від автора ідеї Андреаса Тимфа монети звали «тимфами». У Львові викарбували 1,357 млн золотих з усіх 7 млн тимф, які на довгі роки підірвали фінансову систему Речі Посполитої.

### Сучавський монетний двір
На межі XIX–ХХ ст. у руїнах Сучавського замку було віднайдено сліди монетного двору господаря (1661—1665), де карбували фальшиві польські, шведські, прусські монети. Мідну основу покривали цинком, що повинен був імітувати срібло. Написи на цих монетах були з помилками. Загалом було викарбувано фальшивих монет на 12 млн золотих. Їх переправляли до Речі Посполитої, де навіть збирачі податків замінювали ними зібрані «добрі» гроші і здавали до скарбниці. Також у махінаціях був замішаний відкупник львівської митниці Джованні Баптиста Амуретті.

### Київський монетний двір (сучасний)
Пам'ятні та ювілейні монети розробляються художниками і скульпторами сектора розробки дизайну монет Монетного двору Національного банку України і карбуються НБУ, починаючи з 1995 року. Через відсутність на той час власної бази перші замовлення виконувалися Італійським монетним двором та Луганським верстатобудівним заводом. З квітня 1998 року введено в дію Київський монетний двір НБУ, який і карбує національну валюту.

## Галерея

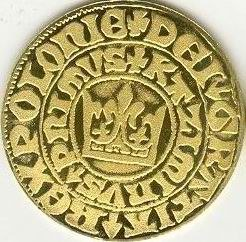
Краківський гріш 1367 року
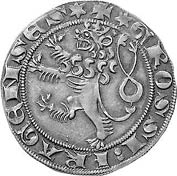
Празький гріш Венцеслава II
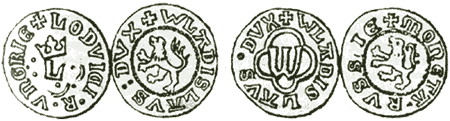
Руські гроші Владислава Опольського
Тимпф
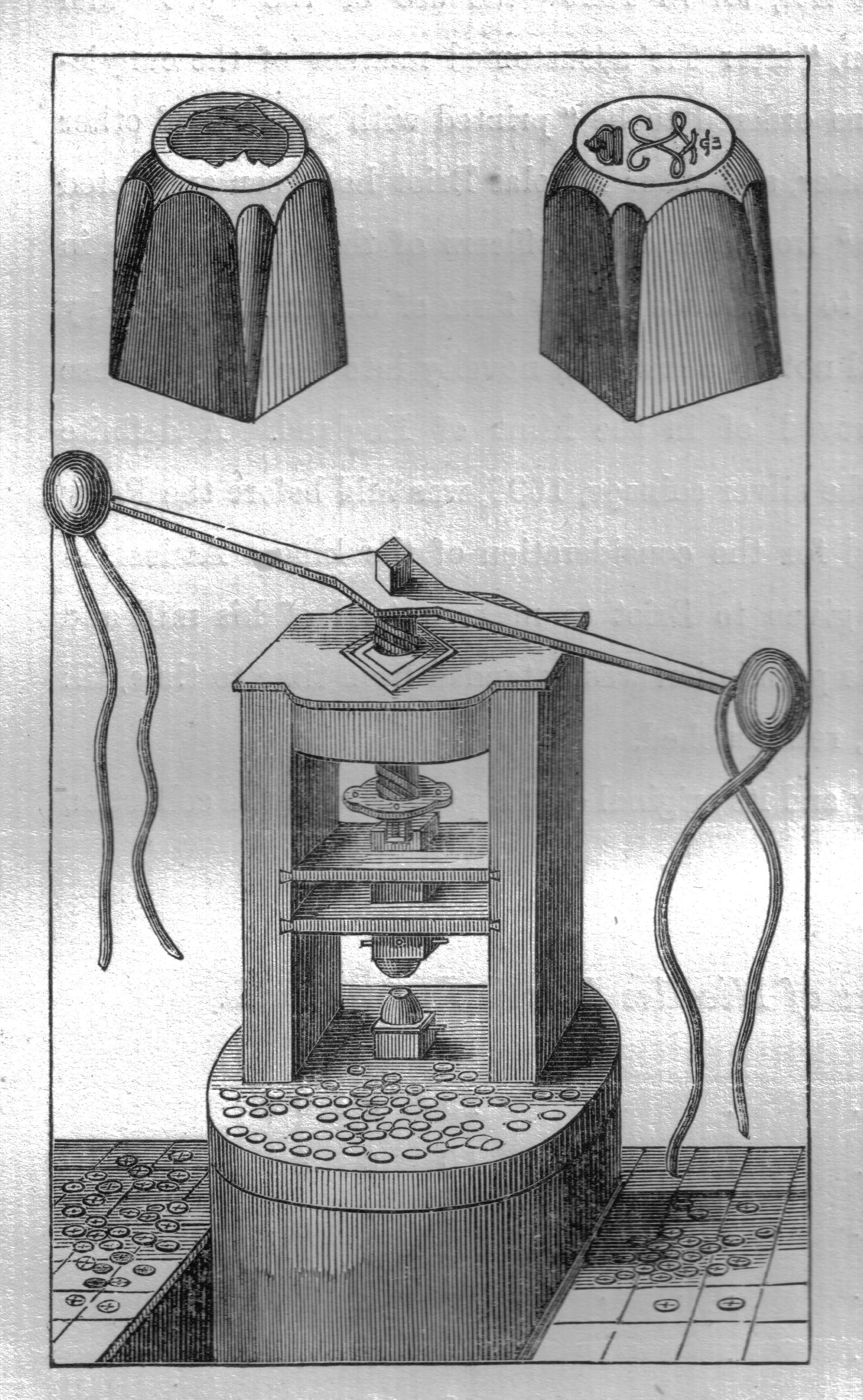
Прес для карбування монет